# Vic Wilson
Vic Wilson, britanski dirkač Formule 1, * 14. april 1931, Drypool, Hull, Anglija, Združeno kraljestvo, † 14. januar 2001, Gerrards Cross, Buckinghamshire, Anglija, Združeno kraljestvo.
Vic Wilson je pokojni angleški dirkač Formule 1. Debitiral je v sezoni 1960 na predzadnji dirki sezone za Veliko nagrado Italije, ko je z dirkalnikom Cooper T43 odstopil zaradi okvare motorja. V sezoni 1966 je nastopil na drugi dirki sezone za Veliko nagrado Belgije, ko pa ni niti štartal. Umrl je leta 2001.

## Popolni rezultati Formule 1
(legenda) (odebeljene dirke pomenijo najboljši štartni položaj, poševne pa najhitrejši krog, †-uvrščen kljub odstopu)
| Leto | Moštvo               | Šasija     | Motor             | 1   | 2       | 3   | 4   | 5   | 6   | 7   | 8   | 9       | 10  | Prv | Toč |
| ---- | -------------------- | ---------- | ----------------- | --- | ------- | --- | --- | --- | --- | --- | --- | ------- | --- | --- | --- |
| 1960 | Equipe Prideaux      | Cooper T43 | Climax Straight-4 | ARG | MON     | 500 | NIZ | BEL | FRA | VB  | POR | ITA Ret | ZDA | -   | 0   |
| 1966 | Team Chamaco Collect | BRM P261   | BRM V8            | MON | BEL DNS | FRA | VB  | NIZ | NEM | ITA | ZDA | MEH     |     | -   | 0   |